# Feleacu
Feleacu (en hongrois Erdőfelek, en allemand Fleck) est une commune de Transylvanie, en Roumanie, dans le județ de Cluj.

## Démographie
En 2021, la population était de 5 693 habitants.